# 順手炮
順手炮，也稱順炮，中國象棋四大佈局一種。具體的下法是：先手走炮二平五，後手應以砲８平５。由於雙方移動同一方向的中炮，故名。其特點是對攻性強。明譜《橘中秘》被視為研究中炮局的重要經典，當中尤對順手炮的研究十分深入。順手炮和逆手炮，目的均是對衡對方的中炮，屬於「鬥炮局」。
順手炮是主動進攻的棋法，後著變法也很大，通常會根據對方的行法而作用變化。例如有（馬二進三）、（兵三進一）、（炮八平六）、（炮八進四）……現在大多數人都喜歡以（馬二進三）加（車一平二）配合順手炮。